# Allobates humilis
Allobates humilis е вид земноводно от семейство Aromobatidae. Видът е световно застрашен, със статут Уязвим.

## Разпространение
Разпространен е във Венецуела.

## Описание
Популацията на вида е стабилна.